# 弗拉西夫卡 (伊奇尼亞區)
50°51′2″N 32°38′46″E / 50.85056°N 32.64611°E
弗拉西夫卡（烏克蘭語：Власівка），是烏克蘭北部的村莊，隸屬切爾尼希夫州的普里盧基區。該村始建於1600年，面積0.82平方公里，海拔高度142米，2001年人口188，人口密度每平方公里230.39人。